# Košarkaški klub Spartak Subotica
Il Košarkaški klub Spartak Subotica è una società cestistica avente sede nella città di Subotica, in Serbia.
Fondata nel 1945, disputa il campionato serbo.

## Palmarès

### Titoli internazionali
- ABA 2 Liga: 1

2023-2024